# The End of Everything
The End of Everything je studiové album amerického hudebníka Mobyho, druhé vydané pod pseudonymem Voodoo Child. Vydáno bylo v roce 1996. Americká verze byla o třináct minut delší než britská (verze se v různých písních lišily). Další album pod tímto pseudonymem, nazvané Baby Monkey, vydal hudebník až po osmi letech, v roce 2004.

## Seznam skladeb

### Britská verze
1. „Dog Heaven“ – 6:09
2. „Patient Love“ – 9:43
3. „Great Lake“ – 8:58
4. „Gentle Love“ – 8:17
5. „Honest Love“ – 6:07
6. „Slow Motion Suicide“ – 7:08
7. „Animal Sight“ – 7:18

### Americká verze
1. „Patient Love“ – 9:51
2. „Great Lake“ – 8:58
3. „Gentle Love“ – 8:17
4. „Honest Love“ – 7:27
5. „Slow Motion Suicide“ – 7:07
6. „Dog Heaven“ – 6:03
7. „Reject“ – 18:27